# Jennifer Carroll
Jennifer Carroll (Montréal, 4 giugno 1981) è un'ex nuotatrice canadese.
Specializzata nel dorso, ha vinto la medaglia d'oro ai mondiali di corta sulla distanza dei 50 metri.

## Palmarès
- Mondiali in vasca corta

Mosca 2002: oro nei 50m dorso.
- Universiadi

Smirne 2005: argento nei 50m dorso.
- Giochi del Commonwealth

Manchester 2002: argento nei 50m dorso.